# 野田正義
野田 正義（のだ まさよし、1979年3月5日 - ）は、日本の社会人野球の元選手（投手、右投右打）である。

## 来歴
東京都出身。桜美林高時代は外野手であり、3年夏には西東京大会ベスト8まで進出したが、甲子園には出場できなかった。
1997年、高校を卒業するとセレクションを経てTDKに入社。肩の強さを買われ、入部と同時に投手に転向。その年の都市対抗野球大会出場に大きく貢献する。20歳前後まではスピード重視のピッチング（3年目に146km/hを計時した）が、その後緩急を利用した技巧派投手にモデルチェンジ。TDKは都市対抗に出たり出なかったりという状態が続いたが、野田はNTT東北、JR東日本東北、JTなどの強豪チームの補強選手として東京ドームに出場し続けた。
そして2006年の第77回都市対抗野球大会、野田は1回戦の東広島市・伯和ビクトリーズ戦の前に10年連続出場の表彰を受ける。その試合に先発した野田は4安打完封。チームも9回目の都市対抗出場で初めての勝利を挙げる。チームはこれに勢いづき、難敵を次々と撃破していく。
- 1回戦（8月30日）　TDK 2-0 伯和ビクトリーズ　野田9回完封
- 2回戦（9月2日） TDK 3x-2 JR東海　野田先発6回2失点
- 準々決勝（9月3日） TDK 5-2 ホンダ 野田リリーフ0.2回無失点
- 準決勝（9月4日）　TDK 8-7 日本通運　野田先発2.2回5失点KO

準決勝では日本通運打線につかまり早々にKOされたため決勝の先発は回避されるのではないかと思われたが、船木千代美監督は「長いイニングを投げていない。野田で大丈夫」と判断し決勝戦（9月5日、対日産自動車）の先発に野田を送り出す。野田は自らのエラーで日産自動車に先制を許してしまうが、打線がすぐに逆転すると、粘り強いピッチングを見せ、2-2の同点から日産・高崎健太郎（後に横浜ベイスターズ入り）が2つのワイルドピッチなどで崩れたのと好対照に尻上がりに調子を上げ、9回3失点で完投勝利、東北地方に初の黒獅子旗をもたらした。
チームは初優勝と同時に小野賞も獲得、そして野田は5試合全てに登板してそのうち2勝を挙げたことが評価され橋戸賞 (MVP) を獲得した。また、この印象が強かったこともあり、2006年の社会人ベストナインも受賞した。
2007年、2008年もエースとしてチームを東京ドームに導いた。特に二次予選東北大会の、二年に渡るJR東日本東北のエース、攝津正との投手戦は緊張感漂う名勝負だった。その後は球威に陰りが見え始め、大原慎司ら若手が台頭したため登板機会が減少。2010年シーズン限りで引退した。
引退後は社業に専念していたが、2017年秋からTDK野球部の投手コーチに就任した。その後退任している。

## プレースタイル
ストレートとツーシーム、カーブ、チェンジアップ、スライダーなど多彩な変化球を操る。打者のタイミングを外し、打たせて取るピッチングが得意。

## 主な表彰・タイトル
- 第77回都市対抗野球大会 橋戸賞、大会優秀選手（2006年）
- 都市対抗野球大会 10年連続出場表彰（2006年）
- 社会人ベストナイン（投手、2006年）